# Немерзелли, Иосиф Фадеевич
Иосиф Фадеевич Немерзелли (Немерзон) (1895 — 1938) — начальник Военно-политической академии имени Н. Г. Толмачёва, корпусной комиссар (1935).

## Биография
Родился в еврейской семье рабочего (в документах также значится как уроженец Тифлиса, а по национальности грузин). Окончил городское начальное училище в 1911, затем работал конторщиком. Экстерном сдал экзамены за шесть классов гимназии. В 1915 призван в армию, участник Первой мировой войны, рядовой.
Член РКП(б) в 1917—1937, делегат 17-го съезда ВКП(б). В Красной армии с апреля 1918, участник Гражданской войны на Южном фронте. В ходе войны занимал должности военкома штаба 4-й стрелковой дивизии и 10-й армии, военкома штаба 38-й стрелковой дивизии, военкома 1-й бригады той же дивизии, военкома 2-й (впоследствии — 95-й) бригады 32-й стрелковой дивизии, военкома 82-й бригады 28-й стрелковой дивизии. Участник подавления антисоветского восстания в Дагестане под руководством имама Н. Гоцинского. До ноября 1922 помощник военкома 1-й Кавказской стрелковой дивизии, после чего военком 3-й Кавказской стрелковой дивизии. Награждён орденами Красного Знамени Азербайджанской ССР (1921) и Красного Знамени РСФСР (1923).
После Гражданской войны на ответственных должностях политического состава в войсках, центральном аппарате и военно-учебных заведениях РККА. С октября 1923 начальник политического секретариата Батумского укреплённого района. С февраля 1924 военком и начальник политического отдела 1-й Кавказской, а с марта того же года 2-й Кавказской стрелковых дивизий. В 1925—1926 слушатель КУВНАС при Военной академии имени М. В. Фрунзе. С июля 1926 начальник организационного отдела политуправления Кавказской Краснознамённой армии, с июня 1927 заместитель начальника политического управления той же армии. С сентября 1930 старший инспектор организационно-распределительного отдела Политического управления РККА. В конце 1932 назначен заместителем начальника политического управления Ленинградского военного округа. С апреля 1937 начальник Военно-политической академии имени Н. Г. Толмачёва.
Проживал в Ленинграде на улице Кирочная, дом 2, квартира 6. Арестован 5 декабря 1937. Выездной сессией Военной коллегии Верховного суда СССР в Ленинграде 21 сентября 1938 приговорён по ст. ст. 58-1б-8-11 УК РСФСР (по обвинению во вредительстве и участии в военном заговоре) к высшей мере наказания. Расстрелян на следующий день после вынесения обвинительного приговора, 22 сентября 1938, на территории Ленинградской области. Определением Военной коллегии Верховного суда СССР от 13 октября 1956 посмертно реабилитирован.

## Публикации
- Партийно-политическая работа на тактических занятиях и отрядных учениях (в роте). М., 1932.